# Relaciones Kosovo-Serbia
Kosovo declaró unilateralmente su independencia de Serbia en 2008, una medida que Serbia rechaza. Serbia no reconoce a Kosovo como un estado independiente y continúa reclamándolo como la Provincia Autónoma de Kosovo y Metohija. Inicialmente no hubo relaciones entre los dos; sin embargo, en los años siguientes ha aumentado el diálogo y la cooperación entre las dos partes.
Las negociaciones facilitadas por la Unión Europea dieron como resultado el Acuerdo de Bruselas de 2013 sobre la normalización de las relaciones entre los gobiernos de Kosovo y Serbia. El acuerdo comprometía a ambas partes a no bloquearse mutuamente en el proceso de adhesión a la UE, además de definir la estructura de la policía y las elecciones locales en todas partes de Kosovo.
Las conversaciones diplomáticas con la mediación de Estados Unidos acordaron la interconexión del tráfico aéreo, ferroviario y vial, mientras que ambas partes firmaron el acuerdo de 2020 sobre la normalización de las relaciones económicas. Se espera que Kosovo y Serbia pasen a formar parte del mercado único, conocido como Open Balkan.

## Reacciones a la declaración de independencia
Serbia se opuso enérgicamente a la declaración de independencia de Kosovo realizada el 17 de febrero de 2008. El 12 de febrero de 2008, el Gobierno de Serbia instituyó un Plan de Acción para combatir la declaración anticipada de Kosovo, que estipulaba, entre otras cosas, llamar a los embajadores serbios a protestar en aquellos estados que reconocieran a Kosovo como estado independiente. El Ministerio del Interior de Serbia emitió una orden de arresto contra los políticos kosovanos Hashim Thaçi, Fatmir Sejdiu y Jakup Krasniqi el 18 de febrero de 2008 por cargos de alta traición.
El 8 de marzo de 2008, el primer ministro serbio Vojislav Koštunica renunció, disolviendo el gobierno de coalición y diciendo que estaba demasiado dividido sobre la situación de Kosovo para continuar. El 11 de mayo de 2008 se celebraron elecciones parlamentarias anticipadas, junto con elecciones locales. El presidente Boris Tadić declaró que el gobierno cayó "porque no hubo acuerdo sobre una mayor integración de la Unión Europea".

## Historia

### 2008-2013
Desde la declaración de independencia, Serbia se negó a tratar directamente con la República de Kosovo, salvo a través de los intermediarios internacionales UNMIK y EULEX. Sin embargo, ha habido cierta normalización a partir de 2011, un equipo de la UE persuadió a Serbia para que discutiera algunos problemas fronterizos menores con Kosovo; en febrero de 2013, los presidentes de Kosovo y Serbia se reunieron en Bruselas.

### 2013-Actualidad

#### Acuerdos de normalización económica 2020
El 4 de septiembre de 2020, en virtud de un acuerdo negociado por Estados Unidos, Serbia y Kosovo acordaron normalizar las relaciones económicas. El acuerdo abarcaba un tránsito más libre, incluso por ferrocarril y carretera, mientras que ambas partes acordaron trabajar con el Export-Import Bank de los Estados Unidos y la Corporación Financiera de Desarrollo Internacional y unirse a la Mini Zona Schengen, además de iniciar enlaces ferroviarios. Entre ellos, como Niš-Pristina y Pristina-Merdare, y para conectar la red ferroviaria Belgrado-Pristina con un puerto marítimo profundo en la costa del mar Adriático. También realizarán un estudio de viabilidad con el Departamento de Energía de los EE. Lago Gazivoda, que se extiende a ambos lados de la frontera entre los dos estados. Además del acuerdo económico, Serbia acordó trasladar su embajada en Israel a Jerusalén desde Tel Aviv a partir de junio de 2021, mientras que Kosovo y el país hebreo acordaron reconocerse mutuamente.

#### Crisis del 2022
El 31 de julio del 2022, sonaron sirenas en el norte de Kosovo, lo que provocó que los serbokosovares bloquearan la carretera cerca del cruce fronterizo de Jarinje (ubicado en el municipio de Leposavic). El presidente serbio, Aleksandar Vučić, informó a los medios de comunicación que Serbia "nunca ha estado en una situación más compleja y difícil [con respecto a Kosovo] que en la actualidad".
El 27 de agosto, el diálogo facilitado por la UE entre la República de Serbia y la República de Kosovo resolvió la disputa sobre los documentos de identificación. Serbia acordó abolir los documentos de entrada y salida para los titulares de documentos de identidad de Kosovo, mientras que Kosovo se comprometió a abstenerse de implementar tales medidas para los titulares de documentos de identidad serbios. El presidente serbio, Aleksander Vučić, declaró que el problema de la tarjeta de identificación era "un pequeño problema", pero el de la matrícula era "mucho más complicado".